# Bánáti svábok
A bánáti svábok vagy bánsági svábok német népcsoport Közép- és Délkelet-Európában. A 18. században emigráltak az akkori Habsburg Birodalomhoz, utóbb a Magyar Királysághoz tartozó Temesi Bánságba, amely elnéptelenedett a török háborúk következtében. Az első világháború végén, 1918-ban a sváb kisebbség azon volt, hogy egy többnemzetiségű, független Bánáti Köztársaságot alakítsanak, a régiót azonban az 1919-es versailles-i békeszerződés illetve az 1920-as trianoni békeszerződés kettévágta. A nagyobbik részt Románia annektálta, a kisebbik részt a Szerb-Horvát-Szlovén Királyságnak (1929-től Jugoszlávia) jutott, és egy Szeged körüli kis rész maradt Magyarországnak.
A második világháború után a legtöbb bánáti svábot a Szovjetunióba deportálták. 1990 után, a Szovjetunió felbomlását követően az itt maradtak közül is számosan távoztak gazdasági és érzelmi okokból.

## Bánáti és dunai svábok
A bánsági telepeseket gyakran a régió más német nyelvű népcsoportjaival együtt dunai svábok néven említik. A Bánság mellett a közeli Bácskában, Sváb-Törökországban, Szlavóniában és Szatmárban telepedtek le, mindannyian osztrák fennhatóság alatt. A betelepítés célja az volt, hogy a törököktől visszahódított, elnéptelenedett területeket újra benépesítsék, és a mezőgazdaságot újjáélesszék.

## Történelem

### Származásuk, vallásuk, toborzásuk

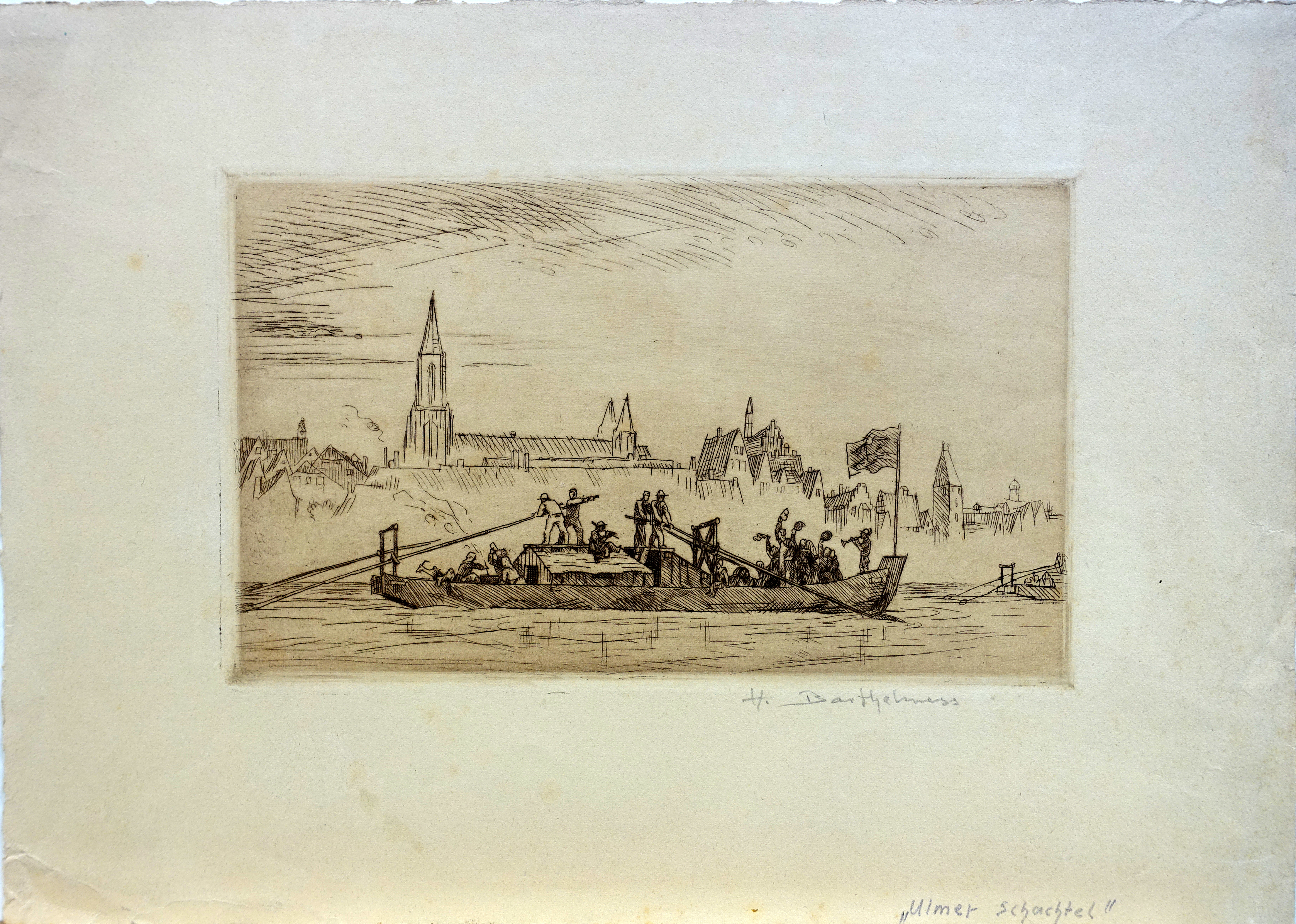
„Ulmi dereglye”

Eleinte a bécsi udvar politikájának megfelelően kizárólag római katolikus hitűeket engedtek a Bánságba települni. A vallásra vonatkozó korlátozást csak II. József alatt törölték el. A telepesek többsége Frankföldről, Bajorországból, Ausztriából, Elzászból, Lotaringiából, Luxemburgból, Badenből és Pfalzból érkezett. Kisebb csoportok Közép-Németországból és  Sauerlandból is kimutathatóak. Csak kisebb részük származott az egykori Elő-Ausztria sváb régióiból. Nem tisztázott, hogy a telepeseket miért hívták ennek ellenére svábnak. Az egyik magyarázat szerint azért, mert többségük a svábföldi Ulmban szállt hajóra. Úgynevezett „ulmi dereglyéken” szállították őket le a Dunán egészen Apatinig, ahonnan gyalog mentek tovább új hazájukba.
A legtöbb telepes szegény parasztcsaládok második vagy harmadik szülötte volt, akik saját föld és tőke nélkül otthon nehezen boldogultak volna. Mária Terézia idején jelentős pénzügyi támogatásban és hosszútávú adókedvezményben részesültek. A kedvezmény a házasemberek számára lényegesen magasabb volt, hogy korlátozzák a férfiak túlsúlyát. Szintén támogatták a kézművesek, tanítók, orvosok stb. letelepedését. Sok telepescsoportot lelkészek és borbély-orvosok kísértek. A kedvezményekért cserébe a telepesek kötelesek voltak hadba szállni egy esetleges török támadás esetén.
Az új telepesek toborzása nem korlátozódott a német nyelvterületre, így érkeztek például a sokkal kisebb létszámú bánáti csehek, de franciák, spanyolok és olaszok is voltak közöttük.

### Letelepedés

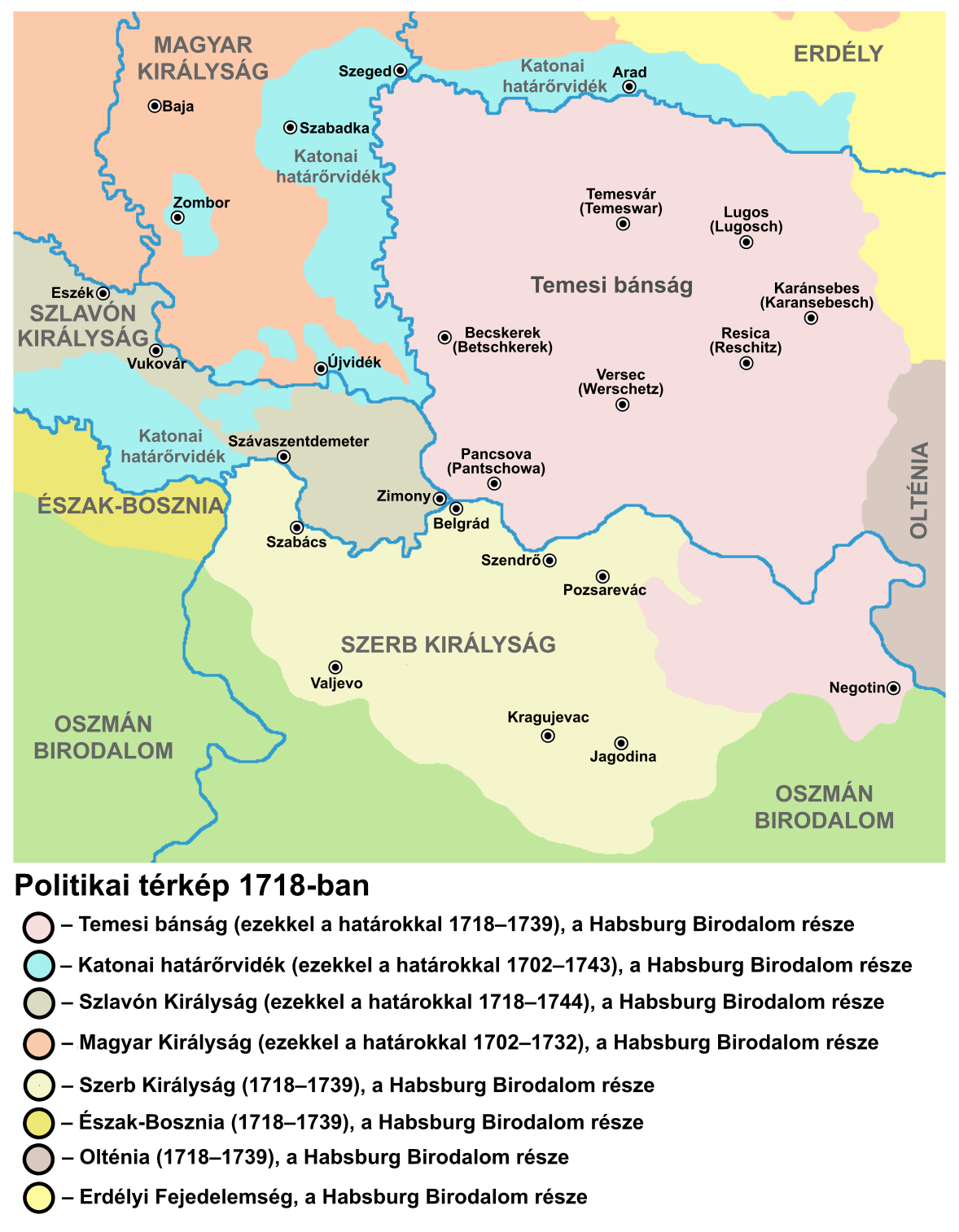
A Temesi Bánság 1718-ban

1692 és 1786 között mintegy 150 000 fő telepedett le Temesvár környékén. A szervezett letelepedés a Bánságban 1718 után kezdődött, amikor a pozsareváci béke alapján Ausztria megkapta az Oszmán Birodalomtól a Bánságot (is). Azzal a céllal, hogy az újonnan megszerzett, a több évig tartó háború miatt elnéptelenedett tartományt hasznosítsák és gazdaságilag fejlesszék, a német és szerb telepesek toborzása már III. Károly idején elkezdődött. Az első csoport 1718-ban érkezett: 300 kőműves, ács, téglaégető azzal a feladattal, hogy az új katonai közigazgatás számára kaszárnyákat, raktárakat, hivatali épületeket építsenek vagy újítsanak fel. A tömeges betelepítés 1722-ben kezdődött el, több hullámban zajlott, és több mint száz évig tartott. A szervező az osztrák közigazgatás volt, amely módszeres népesedési és településrendezési politikát gyakorolt. 
1726-ig huszonháromezer német telepes érkezett Ausztriából, Baden-Württembergből, Hessenből, Vesztfáliából, a Frankföldről, Elzász és Lotaringia területéről. Mária Terézia korában összesen 43 201 fő vándorolt be nyugatról (frankok, svábok, babenbergiek, felső- és alsó-rajnavidékiek, pfalziak, felsőausztriaiak, mainziak, luxemburgiak, bádeniek, kölniek, hesseniek, nassauiak, lotharingiaiak, vallonok, elzásziak, piemontiak, franciák és spanyolok). II. József uralkodása idején a beletelepítés folytatódott; 1782 és 1787 között mintegy tizenötezer fő érkezett. Mária Terézia és II. József alatt az osztrák közigazgatás 7 millió aranyat adott ki a telepesek számára.
A 19. századi és 20. század eleji német nyelvű szakirodalom gyakran az osztrák hatóságok következetes és sikeres projektjeként írta le a Bánát betelepítését. A kormányzati körökben azonban megkérdőjelezték a betelepítés hasznát, és számos probléma merült fel. Az anyagi támogatás olyanokat is áttelepülésre csábított, akik kevésbé voltak hajlandók dolgozni, úgyhogy 1764-ben felügyelőket neveztek ki, akiknek a telepesek magatartását kellett figyelniük.
1744 és 1768 között a betelepítésnek a kényszerű változata is létezett, az úgynevezett „Temeswarer Wasserschub”: évente kétszer eltávolították szülőföldjükről, és erkölcsi megtisztulás céljából a Bánátba telepítették le a „kicsapongó asszonyszemélyeket,” orvvadászokat, csempészeket és engedetlen parasztokat. Az intézkedésnek rossz visszhangja volt, és megnehezítette a telepesek toborzását.

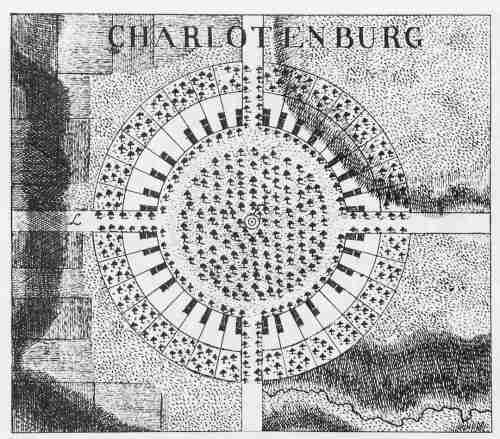
Charlottenburg Francesco Griselini által készített tervrajza 1780-ból

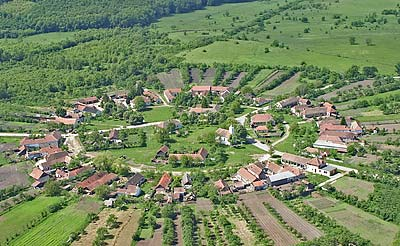
Charlottenburg látképe

1768-ban a Bánátban tett utazása során II. József számos hiányosságot és szabálytalanságot jegyzett fel, amelyért a tartományi közigazgatás felelt. A korrupció mellett kitért a települések helyének rossz kiválasztására és a részben túlméretezett falvakra, a víz- és fahiányra valamint számos ház megrongálódására. Ennek következtében Mária Terézia 1772-ben rendeleteket bocsátott ki, amelyek számos tekintetben szabályozták a betelepedést, például a falvak kialakítását, a kiosztható földek nagyságát, a tanítók és polgármesterek javadalmazását. A falvakat, városokat és utcákat rajztáblán tervezték, és szimmetrikus elrendezésükben az abszolutizmus építési kultúráját tükrözték.
A telepesek a Bánátban majdnem teljesen néptelen, erdőkkel átszőtt mocsaras tájat találtak. (A népsűrűség a 18. század elején nem érte el az 5 fő / négyzetkilométert.) Járványok, lázas betegségek és éhínség kísérték a telepeseket az első években. Két-három generáción belül azonban sikerült a térség mezőgazdaságának újjáélesztése, egy olyan teljesítmény, amely számos áldozattal járt. Ezzel kapcsolatban maradt fenn a „Den Ersten der Tod, den Zweiten die Not, den Dritten das Brot“ ('Az elsőnek a halál, a másodiknak a szükség, a harmadiknak a kenyér') szólásmondás. A siker döntő tényezője a mocsarak lecsapolása volt. Az így megnyert szántóföldek különösen jó minőségűek voltak, és a 19. századra megalapozták a bánáti svábok jólétét. A régió az Osztrák–Magyar Monarchia magtárává vált, Temesvár pedig virágzó várossá és a bánáti svábok kulturális központjává fejlődött. A 19. század végén a vasút kiépítésével megindult az iparosodás. 
A jólét azonban nem egyenletesen oszlott el; különbség volt a gazdag és szegény parasztok, a kézművesek és a szolgák között, de sokan a „kutyánál rosszabbul” éltek. A 20. század elején egyre több bánáti sváb állt össze Raiffeisen modellje szerinti szövetkezetekbe az erdélyi szászok pénzügyi támogatásával. Temesváron a német polgárság mellett kialakult a német proletariátus is, amely gyárakban vagy építkezéseken dolgozott.

### Magyarosítás
Az osztrák-magyar kiegyezést követően, de még inkább az 1879. és az 1907. évi oktatási törvények folytán indult meg a Magyarországon élő nemzetiségek magyarosítását célzó folyamat. 1906-ban a bánáti német parasztok védekezésképpen megalapították Versecen a kezdetben illegális Magyarországi Német Néppártot (Ungarländische Deutsche Volkspartei). Követeléseik között volt többek között az anyanyelvi oktatás, az anyanyelv használata a községi és járási hivatalokban valamint az egyházi életben. Rudolf Brandsch erdélyi szász politikus, 1910 óta országgyűlési képviselő támogatta a bánáti svábokat az elmagyarosítás elleni küzdelmükben. Együtt dolgozott Adam Müller-Guttenbrunnal, aki szintén a magyarosítás ellenzője volt.
Brandsch különösképpen kiállt az összes német kisebbségi politikus együttműködéséért. A hangadó erdélyi szász politikusok („feketeszászok”) azonban támogatták a mindenkori magyar kormányzatot cserébe a magyarosítási nyomás csökkentéséért az erdélyi szászok által lakott területeken, és elég szkeptikusan tekintettek a többi német kisebbséggel való együttműködésre.
A politikai és gazdasági körülmények hatására 1885 és 1910 között sok bánáti sváb Amerikába és Kanadába vándorolt ki.

### A két világháború között

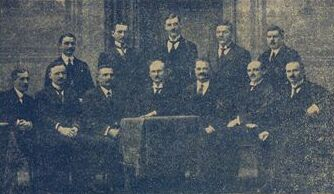
A Sváb Nemzeti Tanács 1918-ban

Az első világháború után a bánáti svábok lényegében három politikai frakcióra oszlottak:
- Reinhold Heegn(wd) verseci mérnök követői, akik a Bánát és a Jugoszláv Királyság egyesülését óhajtották;
- A Kaspar Muth(wd) és Blaskovits Ferenc(wd) vezette Sváb Autonómiapárt, akik egy független Bánáti Köztársaságot képzeltek el Magyarország részeként vagy magyar-francia protektorátus alatt, ezen belül a bánáti svábok autonómiáját; az ő irányításukkal alakult meg 1918. október 31-én a Sváb Nemzeti Tanács.[26]
- A Német-Sváb Néppárt, akinek a vezéregyéniségei Viktor Orendi-Hommenau(wd), Franz Xaver Kappus, Andreas Dammang, Johann Tengler, Josef Gabriel(wd), Johann Röser és Otto Alscher voltak; egy radikális frakció, amely Bánát és a Román Királyság egyesüléséért állt ki.[27]

1918. november 1-jén Otto Roth, az új népbiztos, a Magyarországi Szociáldemokrata Párt tagja a temesvári városháza erkélyéről kikiáltotta a Bánáti Köztársaságot. A közigazgatás élére Bartha Albert kormánybiztost szánták. A többnemzetiségű köztársaságra tett kísérlet megpróbálta megelőzni a Bánát felosztását, de igen rövid életű volt: november 15-én a szerb hadsereg bevonulásával megszűnt.
A bánáti svábok küldöttsége 1919. augusztus 10-én állást foglalt a nem felosztott Bánát és a Román Királyság egyesülése mellett. A határozatot augusztus 12-én a nagyszebeni román kormányzótanácshoz juttatták el; ezt aztán a román küldöttség felhasználta a versailles-i békekonferencián. 1920. április 16-án a bánsági svábok viszont írtak egy levelet a békekonferenciának, amelyben visszatértek a Bánsági Köztársaság gondolatához, amelyet svájci mintára terveztek kialakítani.

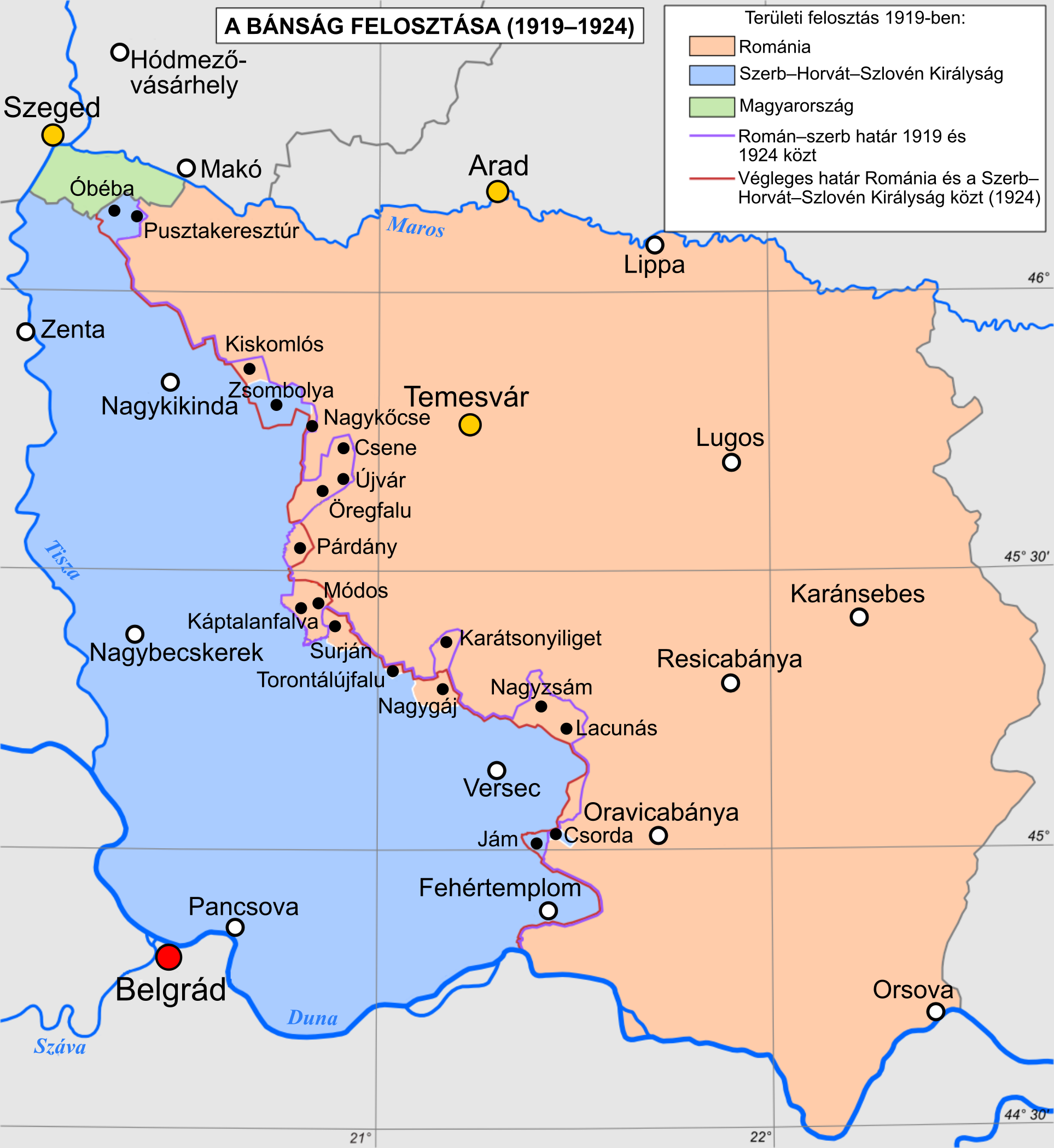
A Bánság felosztása 1919–1924

A trianoni békeszerződés következtében a Bánságot felosztották; nagyobb része Romániához került. 1920. augusztus 8-án Kaspar Muth, a román parlament képviselője hűséget esküdött új hazájának.
A Bánát Romániához csatolása kulturálisan pozitív hatással volt a bánáti svábokra, mivel a magyar fennhatóság végével vége lett a magyarosításnak is. 1867 óta először vált lehetségessé a német nyelvű oktatás, így például a Banatia vagy Nikolaus Lenau gimnáziumokban. Ismét lett német nyelvű színház Temesváron, és Romániában több német nyelvű újság is megjelent.
A bánáti sváboknak szükségük volt egy cselekvőképes saját politikai szervezetre. Sorsközösséget éreztek a többi romániai német nyelvű népcsoporttal, elsősorban az erdélyi szászokkal, a bukovinai németekkel és a szatmári svábokkal. 1919-ben a romániai német közösségek új politikai és kulturális szervezetet alapítottak Romániai Németek Egyesülete néven. 1921-ben a bánáti svábok megalapították a katolikus-konzervatív irányultságú Német-Sváb Népközösséget, amelynek a Bánát keleti felében és az északabbra fekvő Szatmár megyében kellett a németek pártoktól független érdekvédelmét ellátnia. Mivel a Népközösségnek csak korlátozott lehetőségei voltak, a németek kulturális életében fontos szerephez jutott a római katolikus egyház Augustin Pacha (1870–1954) temesvári püspök vezetésével.
Ugyan a Romániához csatolás rövid ideig gazdasági stagnálást hozott, ezt hamarosan fellendülés követte. Fontos szerepet játszott ebben a magyar időkből fennmaradt mezőgazdasági szövetkezeti rendszer, legalább 250 egyesülettel. A két világháború közötti időben a bánáti svábok jelentős mértékben vettek részt a mezőgazdasági termékek exportjában. 1919-ben a szövetkezetek a sváb bankokkal együtt beolvadtak a Sváb Mezőgazdasági Egyesületbe, amely az ugyanabban az évben alapított Bánáti Német Kulturális Egyesülettel a Német-Sváb Népközösség nacionalista irányultságú ellenpólusává vált.
Az 1930-as években a nagy gazdasági világválság súlyosan érintette a Bánátot is. A román agrárreform következményei a gazdasági válság éveiben elsősorban a kis- és középparaszti gazdaságokat sújtották, és a román államnak a kisebbségek ellen hozott intézkedései a Bánát keleti felében élő németek között ugyanolyan hatást váltottak ki, mint Erdélyben. Utóbb számos bánáti sváb próbált szerencsét olcsó munkaerőként Argentínában, Brazíliában vagy az Amerikai Egyesült Államokban.
Hitler 1933-as hatalomra kerülését követően a bánáti svábok többsége rokonszenvezett Németországgal; sokan üdvözölték a Harmadik Birodalom gazdasági és katonai hatalmának növekedését. „Nemzeti ébredésre” került sor, amelynek során a bánáti svábok még jobban figyeltek Németországra és a nemzetiszocialista politikára, nem utolsósorban a román királyi diktatúra és a Harmadik Birodalom ideológiai közeledésére. Romániában fokozódtak a nemzeti feszültségek, ami az 1930-as évek elején kedvezett a nemzetiszocialista megújulási mozgalomnak. A Fiatal Sváb Mozgalomban vagy a Szabad Német Közösségben csoportosuló bánáti sváb „megújítók” már nem értettek egyet a népcsoport régi vezetése által követett konszenzusra törekvő politikával. Törésre került sor a régi vezetés, amelyhez a mérsékeltebb, katolikus beállítottságú megújítók is csatlakoztak, és a megújítók radikális szárnya között, amely csatlakozott a Deutsche Volksgruppe in Rumänien. A megújítók és az összes politikai szövetséget magába olvasztó Deutsche Volksgruppe ellen elsősorban az egyházi körök léptek fel, amelyek megpróbáltak szembehelyezkedni a nemzetiszocialista vezetés egyházellenes világképével és a felekezeti oktatás kisajátításával.

### A második világháború alatt

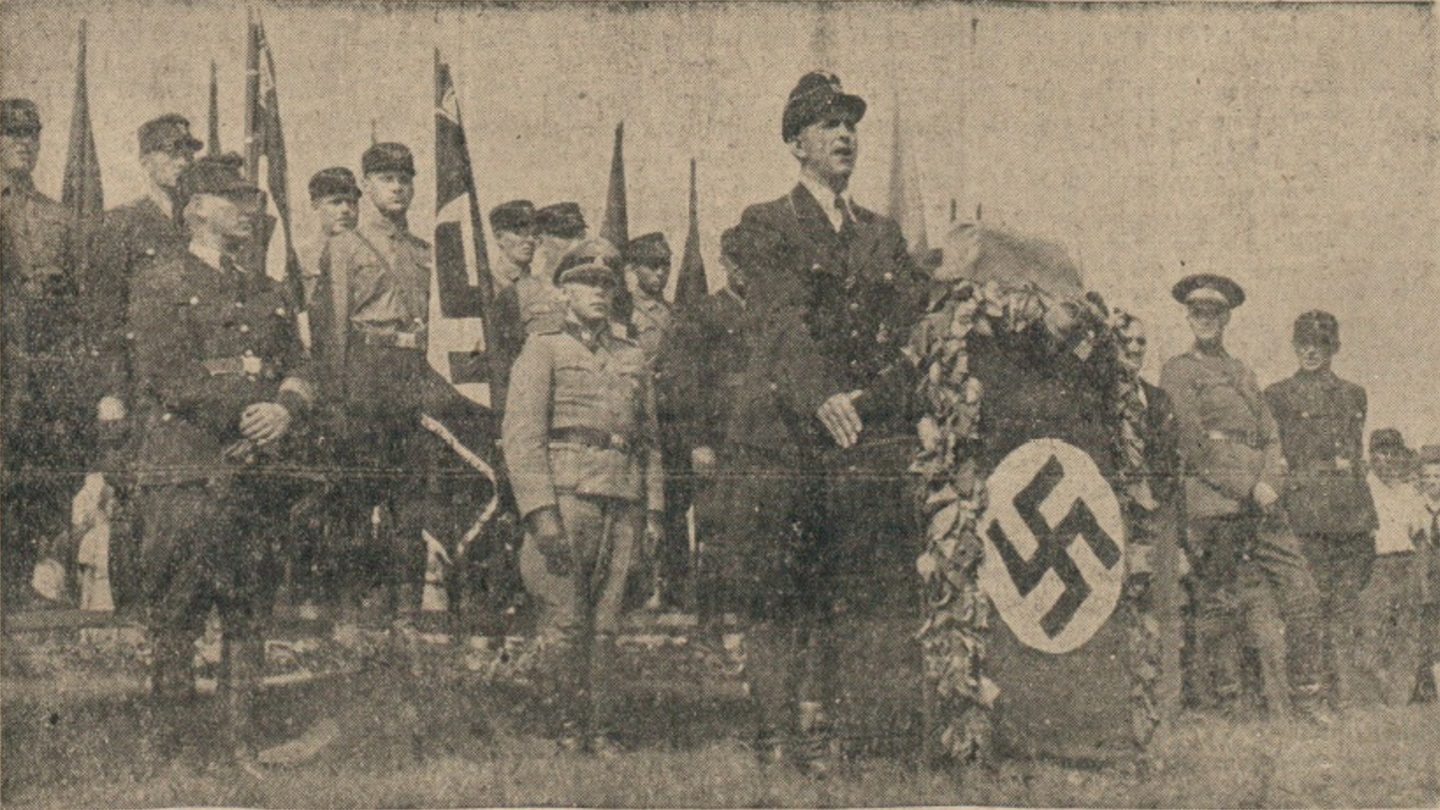
Andreas Schmidt, a romániai Deutsche Volksgruppe vezetője SS-önkénteseket búcsúztat 1943-ban

A második világháború alatt számos bánáti sváb román állampolgárként a román hadseregben harcolt, először a tengelyhatalmak oldalán. 1937–1939 között néhány romániai német egyénileg belépett a Waffen-SS-be, 1940. május 1-jén összesen 110-en voltak. 1943. május 12-én Berlin és Bukarest egyezményt kötöttek, amelynek értelmében toborozni lehetett a „népi németeket”  a Wehrmachtba és a Waffen-SS-be. A Volgkgruppe vezetői azonban felhívásaikban nem önkéntes jelentkezésként tüntették fel a toborzást, hanem a német népcsoport fegyverforgatásra képes férfiainak általános behívásaként. A besorozottaknak nem volt befolyásuk arra, hogy túlnyomórészt a Waffen-SS-be kerültek a Wehrmacht helyett; a Wehrmacht és az SS ugyanis 1941. novemberben és 1942. májusban megállapodást kötött, amely szerint a „népi németeket” kizárólag a Waffen-SS, a „birodalmi németek” pedig a Wehrmachtba. A romániai német SS- illetve Wehrmacht-tagok aránya a háború végén mintegy 10:1 volt. Paul Milata történész arra a felismerésre jutott, hogy a 63 000 romániai német SS-tag önként jelentkezett.
Miközben a Harmadik Birodalom katonailag ellenőrizte és gazdaságilag kihasználta Romániát, Románia észrevehetően kedvezett a német kisebbségnek. Betiltották az összes politikai pártot a Deutsche Volksgruppe kivételével: Ion Antonescu diktaúrája alatt 1941. januártól három éven át a Deutsche Volksgruppe volt az egyedül engedélyezett politikai szervezet. 

### A második világháború után

#### Románia

##### 1945–1965
A Román Királyság, amely kezdetben a tengelyhatalmak oldalán állt, 1944. augusztus 23-án átállt a szövetségesekhez. A Vörös Hadsereg immár akadálytalan közeledése és a rendezett kiürítési tervek kudarca oda vezetett, hogy rendezetlen menekültáradat indult meg a Német Birodalom felé. Az evakuált és elmenekült bánáti svábok száma mintegy 70 000 fő volt. A menekültek első állomása Ausztria volt, innen sokan Németországba vagy az Egyesült Államokba mentek, vagy vissza hazájukba; mintegy 10 000 fő Franciaországban telepedett le.
A romániai németek egyik napról a másikra az állam ellenségei lettek, és kollektív bűnösséggel vádolták őket. 1945-ben Románia teljesen szovjet befolyás alá került. 
1945. januárban mintegy 33 000 személyt, a munkaképes korú, 17–45 év közötti német lakosság nagy részét több évre kényszermunkára deportálták a Szovjetunióba. Mintegy 5000 fő nem élte túl a deportálást.
Az 1945. márciusi agrárreformot és a német gazdák vagyonának kisajátítását az összes akkori aktív politikai párt támogatta. A 187. számú 1945. március 23-i agrárreformtörvény a Monitorul Oficial április 12-i számában jelent meg, és az összes romániai németet érintette azok kivételével, akik a román hadseregben szolgáltak. A romániai németek 75%-a falun élt, közülük 95%-ot megfosztottak a vagyonától. Az agrárreform volt az az intézkedés, ami a legsúlyosabban érintette a közösséget, és ahhoz vezetett, hogy a fiatalok megélhetést keresve városra költöztek.

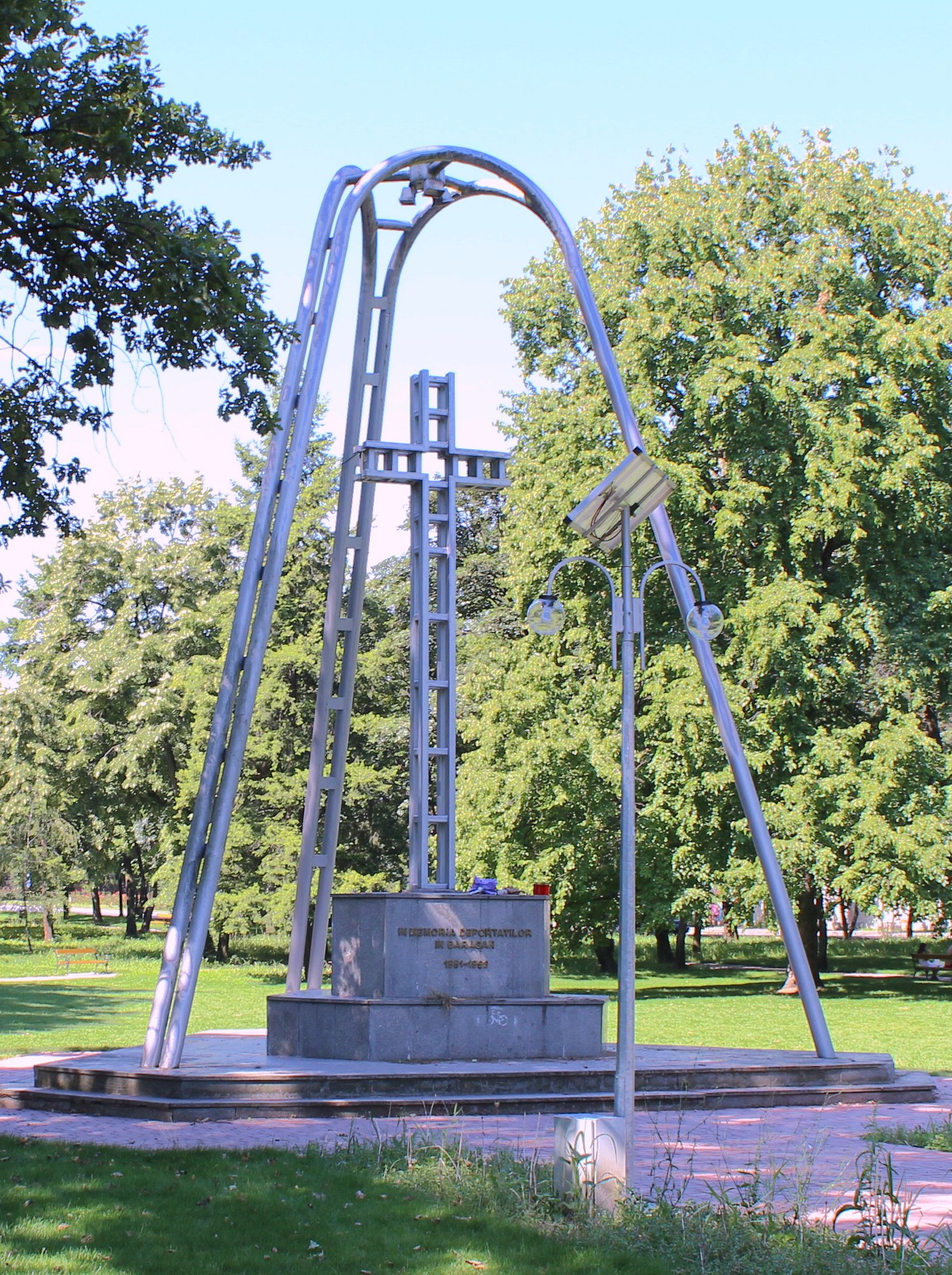
A Bărăganra hurcoltak emlékműve Temesváron

Az országban maradt romániai németek, a nyugatra menekültekhez hasonlóan, elvesztették állampolgári jogaikat, de 1948-ban újra visszakapták. 1951-ben a bărăgani deportálások során több ezer családot hurcoltak el Románia délkeleti részébe, és arra kényszerítették őket, hogy új falvakat létesítsenek. Az elhurcolt 40 320 főből 9410 német nemzetiségű volt, a többiek románok, szerbek, bolgárok és magyarok. Többségük 1955-ben visszatérhetett. A továbbiakban a nem német lakosság államilag irányított betelepítése a Bánátba kiterjedt hatást gyakorolt a történelmileg kialakult települések szerkezetére, a bánáti svábok közösségi életére és hagyományos életformájára.
A német nyelvű oktatást 1948-ban újra engedélyezték, és az oktatási reform keretében a városokban és falvakban megfelelő iskolákat létesítettek. Az ismét engedélyezett istentiszteletek mellett ez fontos feltétele volt a nemzeti identitás megőrzésének a kommunista államban. 1953-ban hozták létre az állami finanszírozású Temesvári Állami Német Színházat.
Egy 1954-es rendelet nyomán a gazdák visszakapták az 1945-ben elvett házukat és udvarukat, de a mezőgazdasági termelőeszközök kényszerű kollektivizálása miatt szarvasmarhák, föld és munkaeszközök nélkül, és a házat is általában leromlott állapotban. A visszaadás azonban nem történt automatikusan, és számos esetben hosszas jogi eljárásra volt szükség.
1957-től kezdve jelent meg Temesváron a német nyelvű Neue Banater Zeitung, amelyet 1993-tól kezdve Allgemeine Deutsche Zeitung für Rumänien címen adtak ki. A temesvári rádió 1956 és 1985 között naponta egy órát sugározott német nyelven.
Az évtizedek alatt számos fiatal bánáti sváb tanult egyetemen, köztük sokan ösztöndíjasként, mások elől azonban bizonyos szakmák és foglalkozások származásuk miatt el voltak zárva. Románia iparosításában számos bánáti sváb vett részt szakmunkásként, mesterként, technikusként, mérnökként, építőként, könyvelőként vagy üzemvezetőként. A gazdasági életen kívül megbecsülték őket az egészségügyben, oktatásban és kutatásban is.
Ebben az időben kezdődött a németet végleges elvándorlása Romániából. Jóllehet a bánáti svábok már tíz generáció óta éltek az országban, az általuk elszenvedett jogtiprás, diszkrimináció és gazdasági szükség egy tömeges kivándorlási hullámhoz vezetett, az erdélyi szászokhoz hasonlóan.

##### Ceaușescu-korszak
Az 1965-ben hatalomra került Nicolae Ceaușescu lassan megszüntette a Szovjetuniótól függést, és Nyugat felé nyitott, amivel átmenetileg enyhült a kisebbségi- és kultúrpolitika is. A bánáti svábok lassan kilábaltak a félelemből és lemondásból, és különösen a fiatal nemzedékek csoportöntudata erősödött. 1968-ban a rendszer engedélyezte az államilag ellenőrzött és „szocialista tömegintézménynek”  címkézett Német Egyesületet. Az 1970-es évek közepéig a párt ideiglenes engedményeket tett kulturális téren, például 1971 és 1974 között az oktatás és sajtó területén, amelyeket utóbb korlátozott vagy megszüntetett.
Az 1970-es évek végére Ceaușescu nacionalistává és a nemzeti kisebbségek ellenfelévé vált, ez azonban nem akadályozta meg abban, hogy hasznot húzzon a német kisebbségből. A romániai németek kivásárlása két síkon zajlott. A kivándorolni szándékozók után a Német Szövetségi Köztársaság „fejpénzt” fizetett, amelyet az életkor és a végzettség alapján állapítottak meg. 1968-ban a díj alapesetben 1700 DM, egy felsőfokú végzettségűért 10 000 DM volt; 1989-ben az átalánydíj már 8950 DM-t tett ki. Ezen felül az is szokásos volt, hogy a kivándorlásra készülő családok az útiokmányok kiváltásakor devizában fizettek kenőpénzt a helyi hatóságoknak. Aki nem akart vagy nem tudott fizetni, sokszor éveket kellett várnia kérelmének feldolgozására, de a kenőpénz sem jelentett garanciát a sikerre. Az áttelepülési engedély kézhezvétele után az országot elhagyni készülőknek hatóságilag megszabott áron el kellett adniuk házukat és földjüket. Sok esetben a kivándorlók eladósodtak külföldi rokonaik felé, akik megelőlegezték a kenőpénzt. Mindezek ellenére a kivándorlás a bánáti svábok számára az 1980-as években egyre kívánatosabbá vált. A gazdasági válság, a kisebbségi jogok további korlátozása, illetve a „falurendezési terv” mind hozzájárultak ehhez.
Másik lehetőség az ország elhagyására az illegális és veszélyes szökés volt a zöldhatáron vagy a Dunán át az ebben az időben liberálisnak számító Jugoszláviába. Az 1980-as években az országot Jugoszlávia felé elhagyni próbálók száma megnövekedett, minden éjjel több tucat határátlépőt fogtak el és börtönöztek be. A büntetés szokásos mértéke két-három év volt, a börtönök azonban túlzsúfoltak voltak, ezért a szökevények rendszeresen amnesztiában részesültek. A határ majdnem hermetikus lezárása ellenére számos szökevény kijutott az országból.
A kommunista rendszer végnapjaiban egyre erősödött a nyomás a „teljes románosítás” leplezetlen célja érdekében, melynek eszközei az asszimiláció, adminisztratív előnyben részesítés, és a kisebbségek manipulálása voltak. Az ország más régióiból történő irányított bevándorlás révén a kisebbségek által lakott falvak etnikai összetétele egyre inkább átalakult. Több próbálkozás történt arra is, hogy az egész országban elszórt 2 milliónyi romát falvakban kényszerítsék letelepedni olyan házakban, amelyeket a kivándorlók üresen hagytak.
Az 1970-es és 1980-as években több mint 200 000 romániai német hagyta el az országot.
Ellenállás

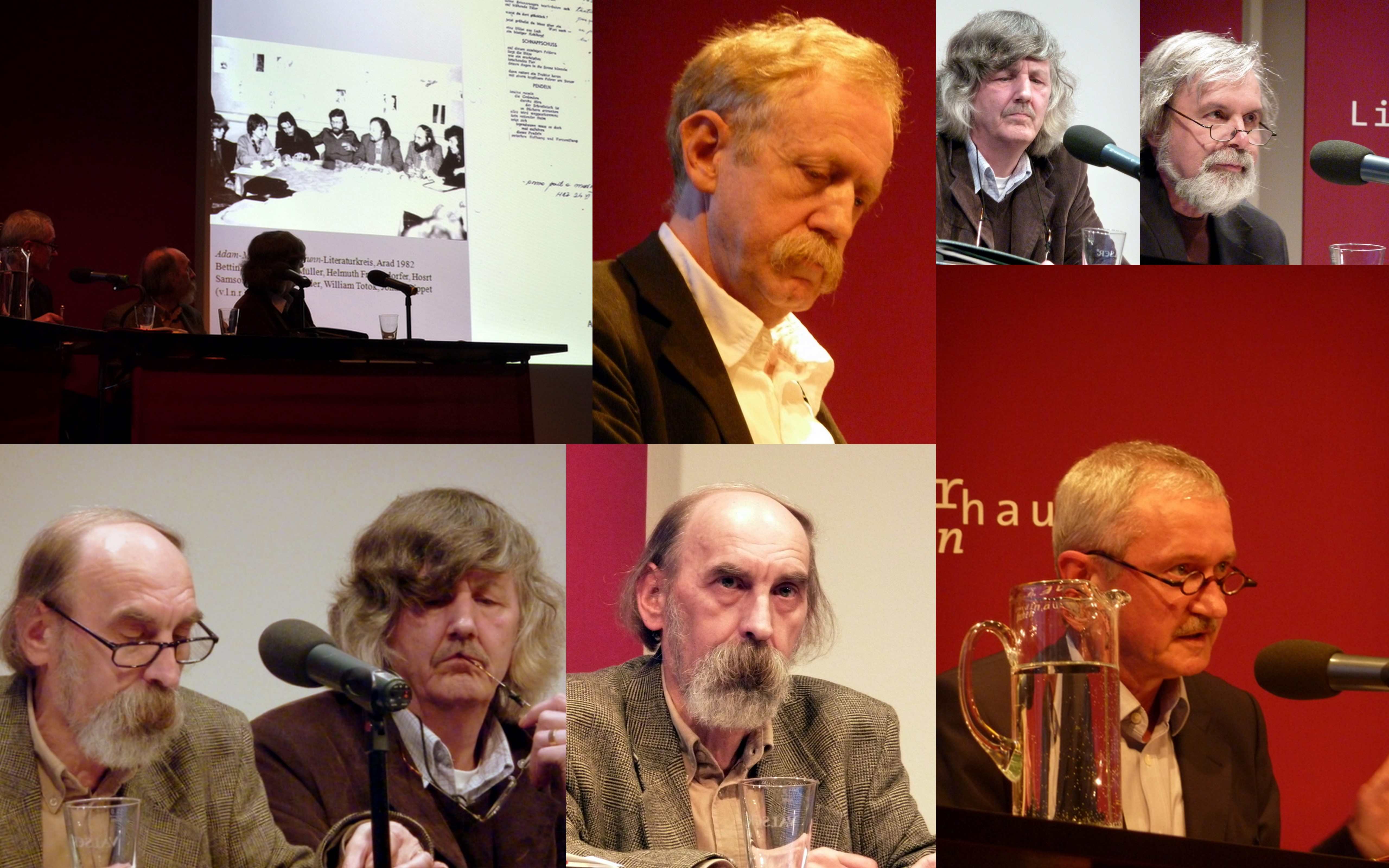
Az Aktionsgruppe Banat egykori tagjainak előadása 2010-ben

A kommunista rendszerrel szembeni ellenállás az Aktionsgruppe Banat felől érkezett, amelyet 1972-ben alapítottak irodalmi körként. Tagjai, Albert Bohn, Rolf Bossert, Werner Kremm, Johann Lippet, Gerhard Ortinau, Anton Sterbling, William Totok, Richard Wagner és Ernest Wichner kritikusan viszonyultak a rendszerhez és annak belülről történő reformjához, illetve a bánáti svábok hagyományaihoz. A csoportot a Securitate figyelte, és végül feloszlatta, és egyes tagjait bebörtönözték. 1975 után a csoport korábbi tagjai, valamint Helmuth Frauendorfer, Roland Kirsch, Herta Müller, Horst Samson és Werner Söllner Adam Müller-Guttenbrunn Irodalmi Kör néven gyűltek össze.
Carl Gibson, Erwin Ludwig és Fenelon Sacerdoțeanu és társaik, elsősorban bánáti svábok 1979-ben megalapították a romániai szabad szakszervezetek (SLOMR, azaz  Sindicatul Liber al Oamenilor Muncii din România) temesvári fiókját a lengyel Szolidaritás Független Szakszervezet mintájára. A szervezetet az állam azonnal megszüntette, és az alapítókat bebörtönözték.

##### A rendszerváltás után
Az 1989-es romániai forradalom után bekövetkezett a még az országban maradt németek utolsó nagy kivándorlási hulláma, amely néhány év alatt alábbhagyott. Az egykor 750 000 fős romániai kisebbség tizedére apadt. Az emigránsok csak nagyon kivételes esetekben térnek vissza Romániába, például vállalkozóként, elkötelezett pedagógusként vagy fejlesztési projektek keretén belül. A 2011-es népszámláláskor Arad, Krassó-Szörény és Temes megyében összesen 14 310 német lakost jegyeztek fel, szemben az 1930-as 273 670, az 1956-os 182 008 és az 1977-es 159 674 fővel.

##### Jelenlegi helyzet

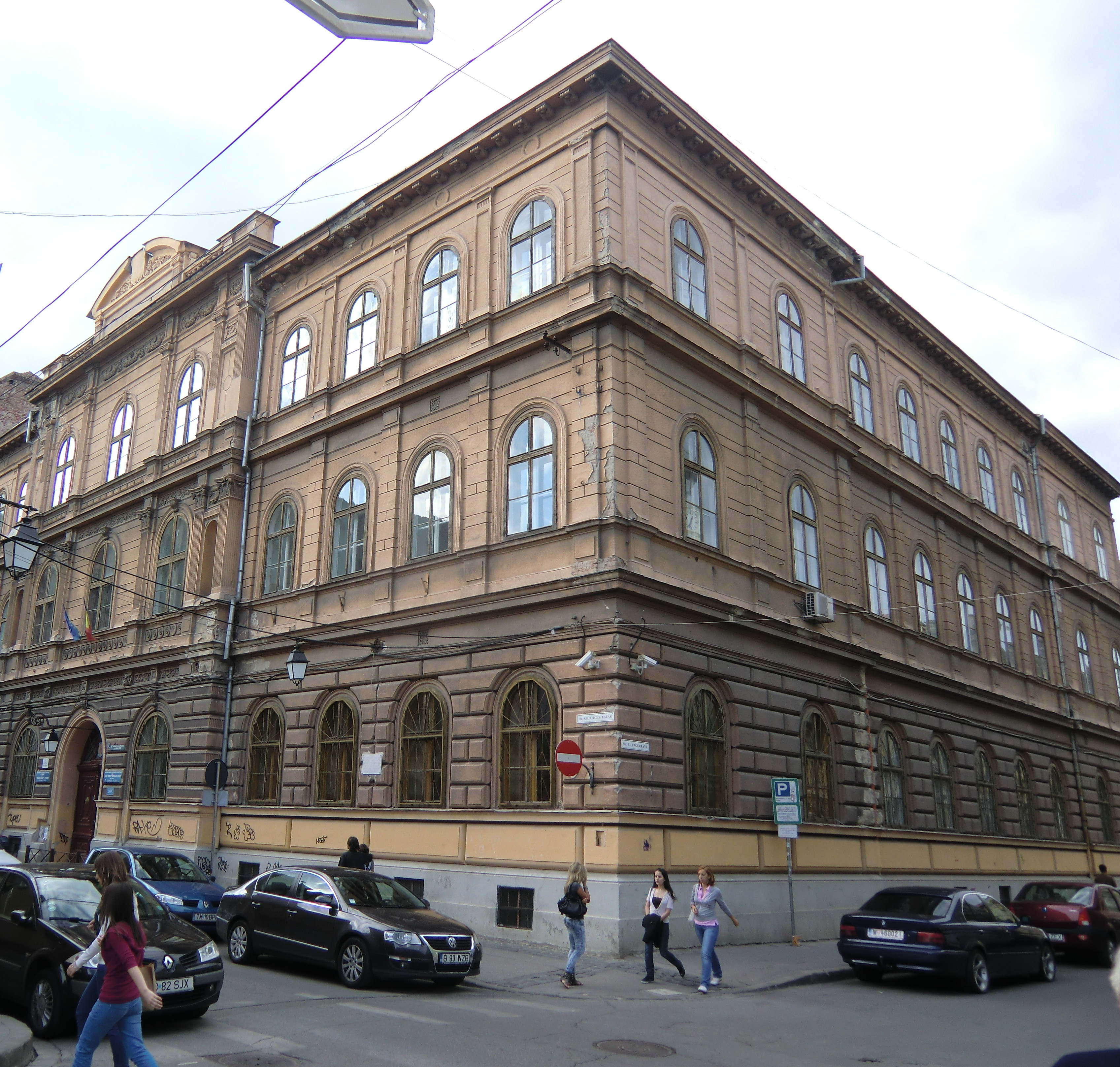
A Nikolaus Lenau Líceum 2010-ben

Az elvándorlások és deportálások következtében a 21. századra a bánáti svábok jelentéktelen kisebbséget tesznek ki Romániában. Eltűnésükkel az épített örökségük is lassú hanyatlásnak indult.
Romániában egy német nyelvű hetilap jelenik meg, az Allgemeine Deutsche Zeitung für Rumänien, a Temesvári Állami Német Színházat az állam szubvencionálja. A közösség két német nyelvű középiskolája a temesvári Nikolaus Lenau Líceum, valamint az aradi Adam Müller-Guttenbrunn Elméleti Líceum. A romániai németek politikai képviseletét a Romániai Német Demokrata Fórum látja el.
A kivándorolt bánáti svábok leginkább Németországban és Ausztriában élnek; képviseleteik a „Landsmannschaft der Banater Schwaben” Németországban illetve a „Verband der Banater Schwaben in Österreich” Ausztriában, amelyek az elszármazottak egyesületeit (Heimatortsgemeinschaft) fogják össze. Különösen Dél-Németországban és Bécs környékén, ahol a legtöbb bánáti sváb él, léteznek ilyen egyesületek, amelyek a népszokások és tájnyelv ápolásával foglalkoznak, és erkölcsileg és anyagilag támogatják az otthon maradottakat. A bánáti svábok szócsöve a havonta megjelenő Banater Post, amelyet 2020-ban tizenötezer példányban adtak ki.

#### Jugoszlávia

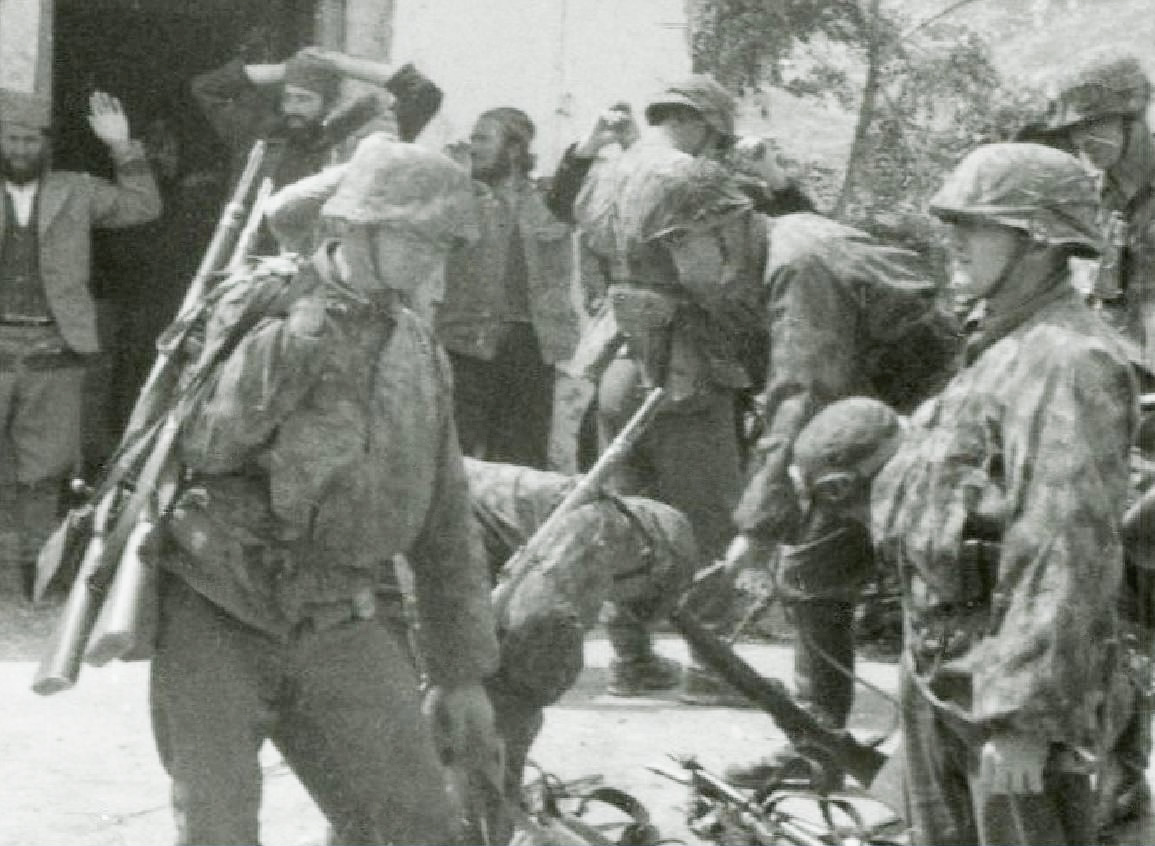
A 7. Prinz Eugen önkéntes SS-hegyihadosztály egy partizánok elleni akcióban

A „népi németek” részvétele a Jugoszlávia elleni harcban szolgáltatta az alapot a jugoszláv partizánoknak az 1944. november 21-i AVNOJ-határozatokra, amelyek megfosztották vagyonuktól a Jugoszláviában élő németeket. A szerb partizánok által végrehajtott pogromokban (tömeges agyonlövés, letartóztatások, kínzás, rablás, nemi erőszak és kényszermunka) részben a civil lakosság is részt vett. A Wehrmacht katonáin kívül egész falvakat vittek el szovjet hadifogságba vagy jugoszláv internálótáborokba. 1944. november 29-én a Bánát, Bácska és Baranya parancsnoksága kiadta a parancsot, hogy minden 16 és 60 év közötti német férfit internáljanak. 1945 tavaszáig a jugoszláviai németek mintegy 90%-át internálták. A határozat többek között a következőket tartalmazta: központi munkatábor a munkaképes férfiaknak, helyi táborok a falvak teljes lakosságának, internálótáborok a munkaképtelenek, nők, gyermekek és öregek számára. A feltételezett (német) háborús bűnösök többsége már a Wehrmacht visszavonulásakor elmenekült a Vajdaságból, a hátramaradók öreg és beteg emberek, nők és gyermekek voltak. A dunai svábok közül összesen 214 személyt tudtak háborús bűnösnek besorolni. A minisztertanács elnöksége által felállított bánáti ellenőrző bizottság 1945. május 15-i jelentése szerint a németek internálása egyik táborban sem zajlott törvényesen, és a katonák és civilek visszaéléseket, nemi erőszakot és személyes haszonszerzést követtek el. Egyeseket lelőttek; a táborokban az orvosi ellátás elégtelen volt; több tízezren haltak meg a táborokban alultápláltság vagy betegség miatt. 1946-ban a jugoszláv kormány azt kérte a nyugati szövetségesektől, hogy a jugoszláv adatok szerint 110 000 az országban maradt németet telepítsék ki Németországba, a szövetségesek azonban elutasították ezt. 1948-ban kisebb csoportok kiutazhattak vagy el tudtak menekülni. A Német Szövetségi Köztársaság megalapítása után Jugoszlávia megszervezte a túlélő svábok nagy részének kiutazását.
A partizánok és a kommunista vezetés eljárása a jugoszláviai németekkel szemben keserű következménye volt annak a gyakran brutális magatartásnak, amelyet a jugoszláviai németek egy része tanúsított a partizánokkal és civilekkel szemben, valamint a számos németlakta településen létrehozott kisegítő rendőrség részvételének a túszok letartóztatásában és kivégzésében, – ugyanakkor azonban a megszálló hatalommal való együttműködésüknek és a megszállás alatti kivételezett helyzetüknek is. A jugoszláviai németek részvétele a háború és polgárháború alatt a túszok lelövésében és a falvak és mezők felégetésében végzetes következményekkel jár rájuk nézve, és a partizánok számára bizonyítékul szolgált a tartósan agresszív és illojális magatartásukra. A partizánok számára a népi felszabadítási harc összes ellenségének megbüntetéséről volt szó, a kommunista vezetés számára viszont a totális hatalomról. A „népi német” partizánok és támogatóik száma igen csekély volt, a Volksgruppe tagsága viszont olyan nagy létszámú, hogy csak kevés „népi német” képezett kivételt a megtorlás során. Négy év megszállás után a svábok ellen felgyűlt büntetési igény vezetett ahhoz, hogy a népi németeket kollektív módon háborús bűnösnek tekintették.
Jugoszláviában 1940 körül mintegy 550 000 sváb élt, 1980-ban már csak 50 000. A 20. század végén a számukat 10 000 alattira becsülik.

## Híres emberek
- Nikolaus Lenau (1802–1850) költő
- Adam Müller-Guttenbrunn (1852–1923) író, költő
- Herczeg Ferenc (1863–1954) író
- Augustin Pacha (1870–1954) temesvári római katolikus püspök
- Stefan Jäger(wd) (1877–1962) festő
- Franz Xaver Kappus (1883–1966) író, költő, újságíró
- Franz Liebhard (1899–1989) költő, műfordító, helytörténész, lapszerkesztő, dramaturg
- Zita Johann(wd) (1904–1993) osztrák-amerikai színésznő
- Johnny Weissmuller (1904–1984) amerikai olimpiai bajnok úszó, filmszínész
- Hans Mokka (1912–1999) költő, író, operaénekes, színész
- Sebastian Kräuter (1922–2008) temesvári római katolikus püspök
- Gertrude Baumstark(wd) (1941–2020) sakkozó, női nemzetközi mester
- Martin Roos (1942–) temesvári római katolikus püspök
- Richard Wagner (1952– )  író
- Herta Müller (1953– ) Nobel-díjas író, költő
- Helmut Duckadam (1959–2024) labdarúgókapus
- Stefan Hell (1962– ) kémiai Nobel-díjas fizikus

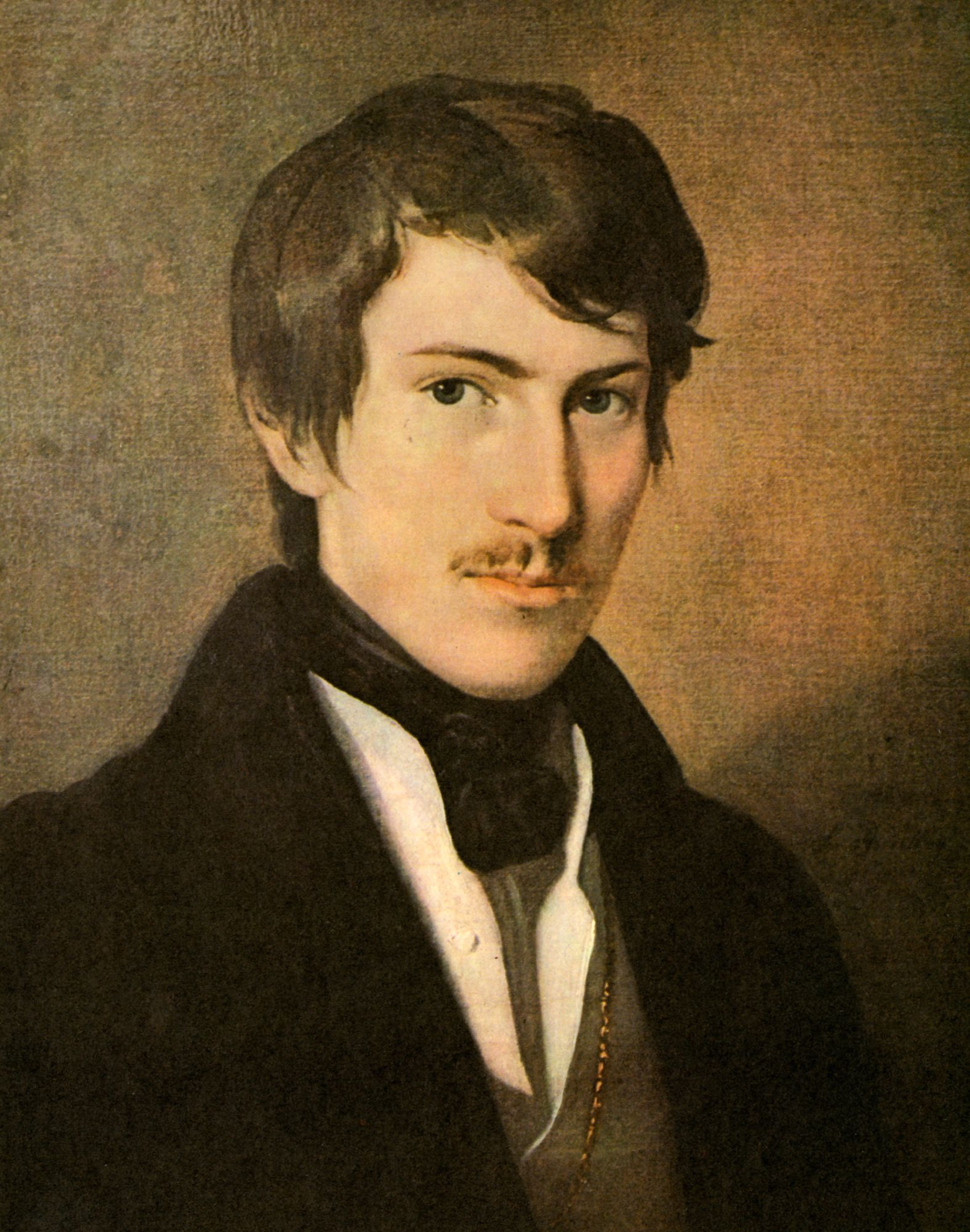
Nikolaus Lenau
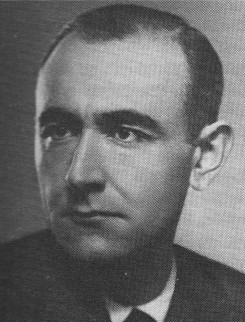
Hans Mokka
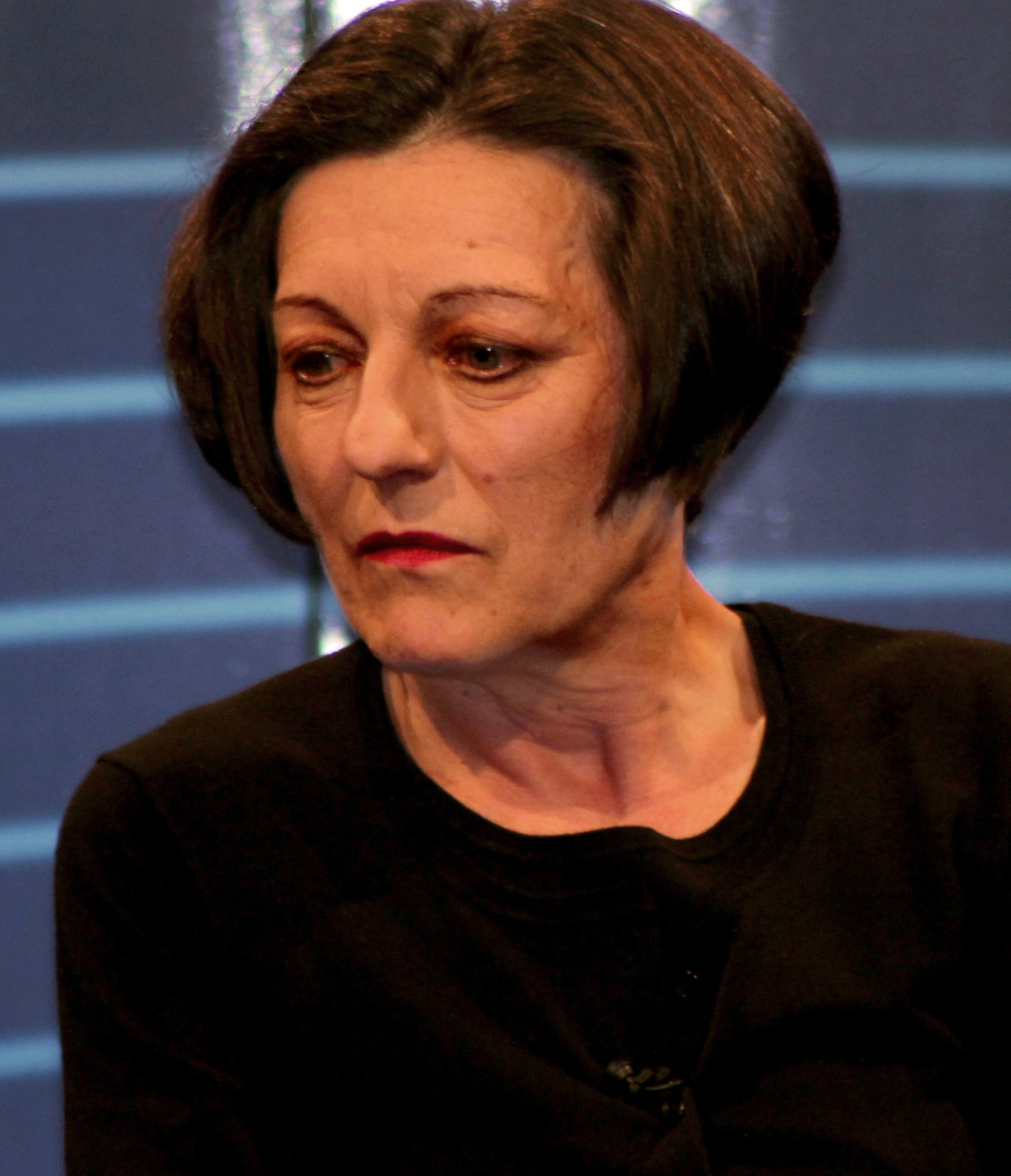
Herta Müller
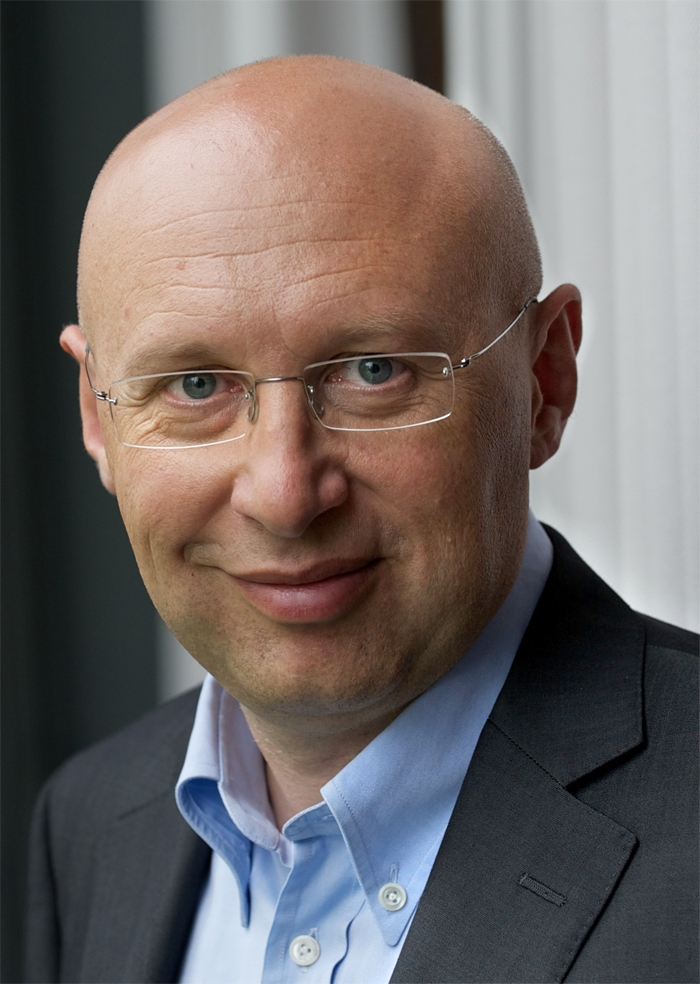
Stefan Hell

## Fordítás
- Ez a szócikk részben vagy egészben  a   Banater Schwaben című német Wikipédia-szócikk ezen változatának fordításán alapul.  Az eredeti cikk szerkesztőit annak laptörténete sorolja fel. Ez a jelzés csupán a megfogalmazás eredetét és a szerzői jogokat jelzi, nem szolgál a cikkben szereplő információk forrásmegjelöléseként.